# امامزاده سید ابراهیم (تبریز)
امامزاده سید ابراهیم مربوط به دوره قاجاریان است و در شهرستان تبریز، بخش مرکزی، خ شمس تبریزی - بقعه سید ابراهیم واقع شده و این اثر در تاریخ ۲۷ آبان ۱۳۸۵ با شمارهٔ ثبت ۱۶۴۳۸ به‌عنوان یکی از آثار ملی ایران به ثبت رسیده است.

## نگارخانه

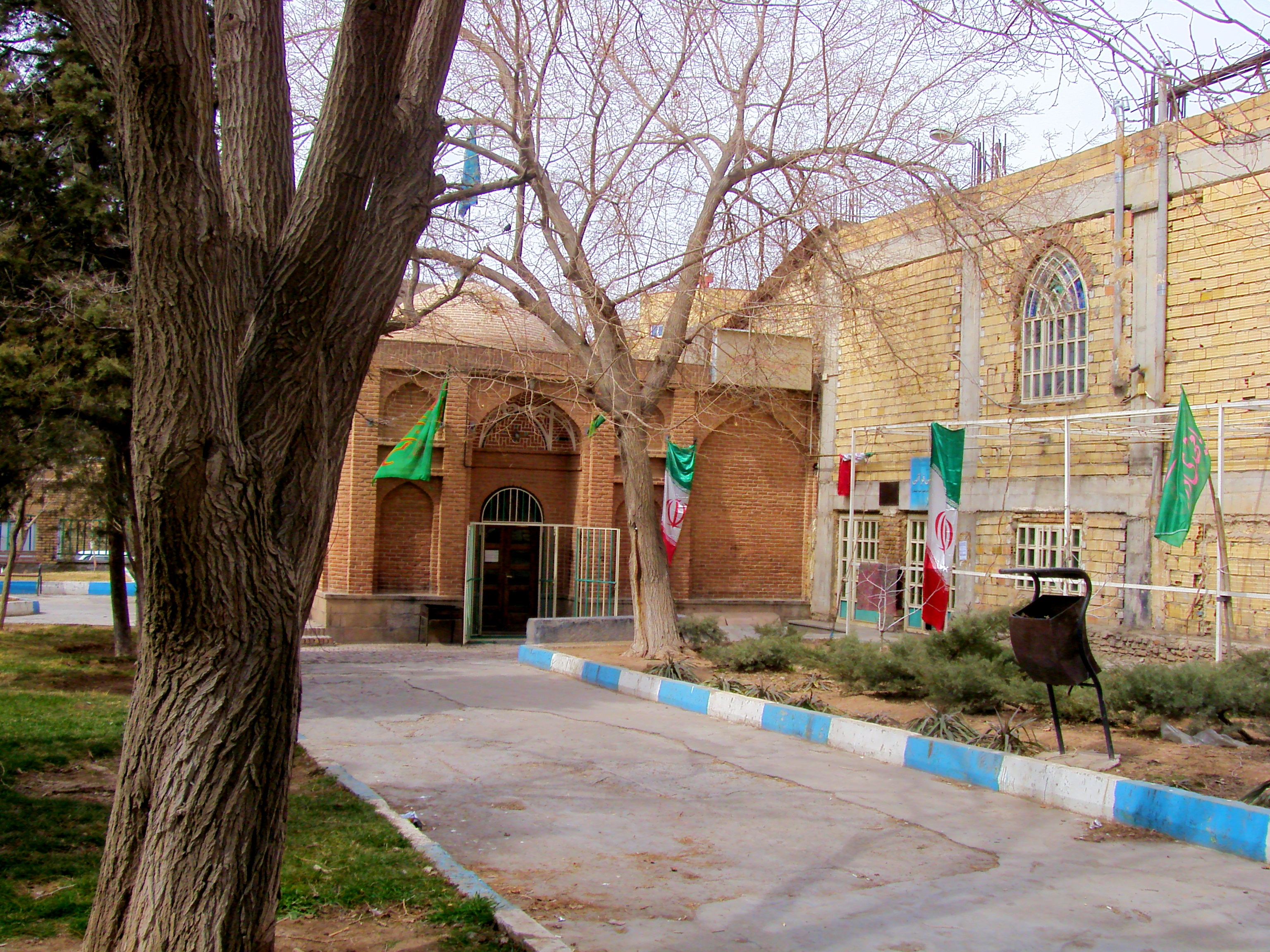
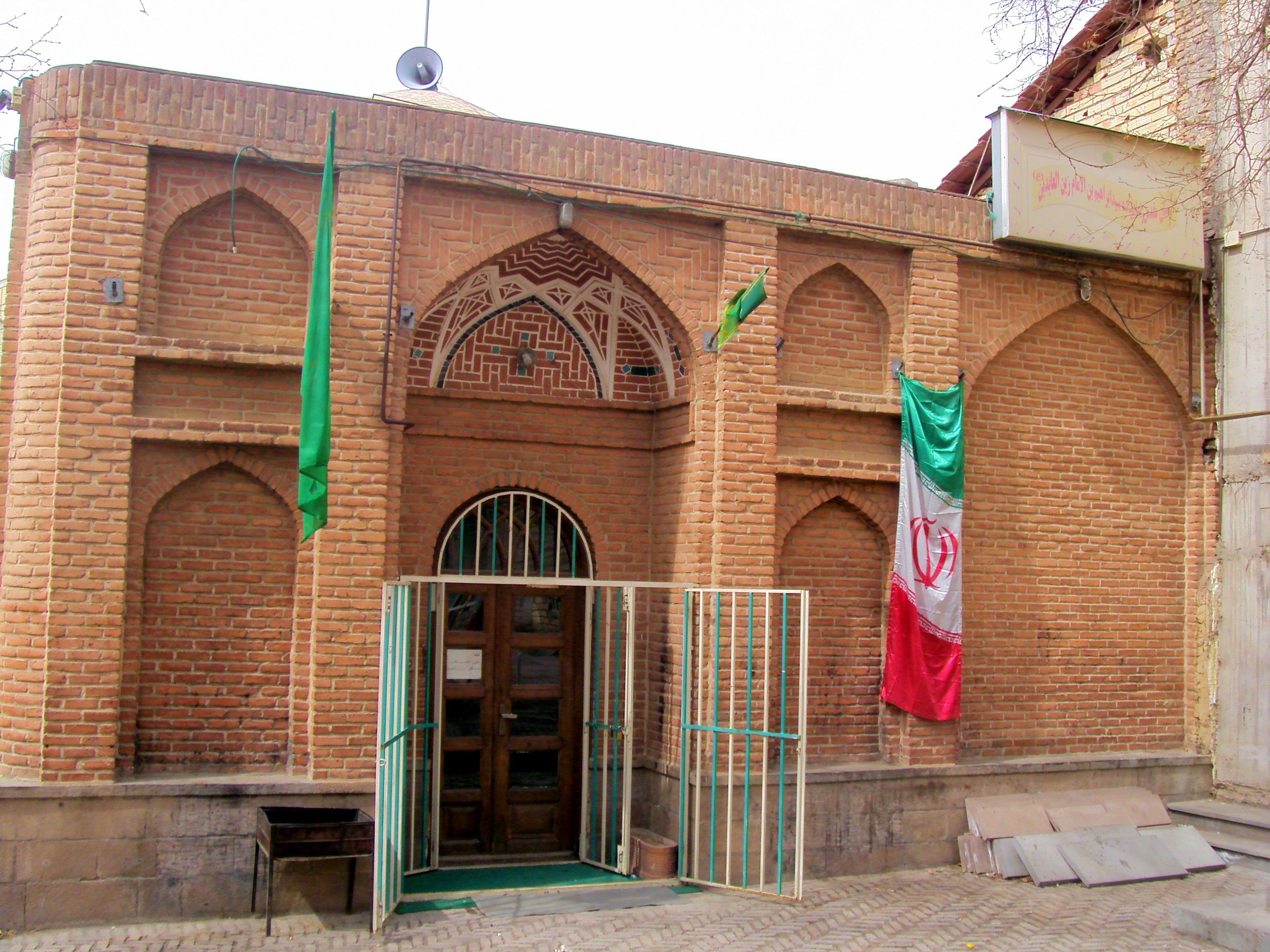
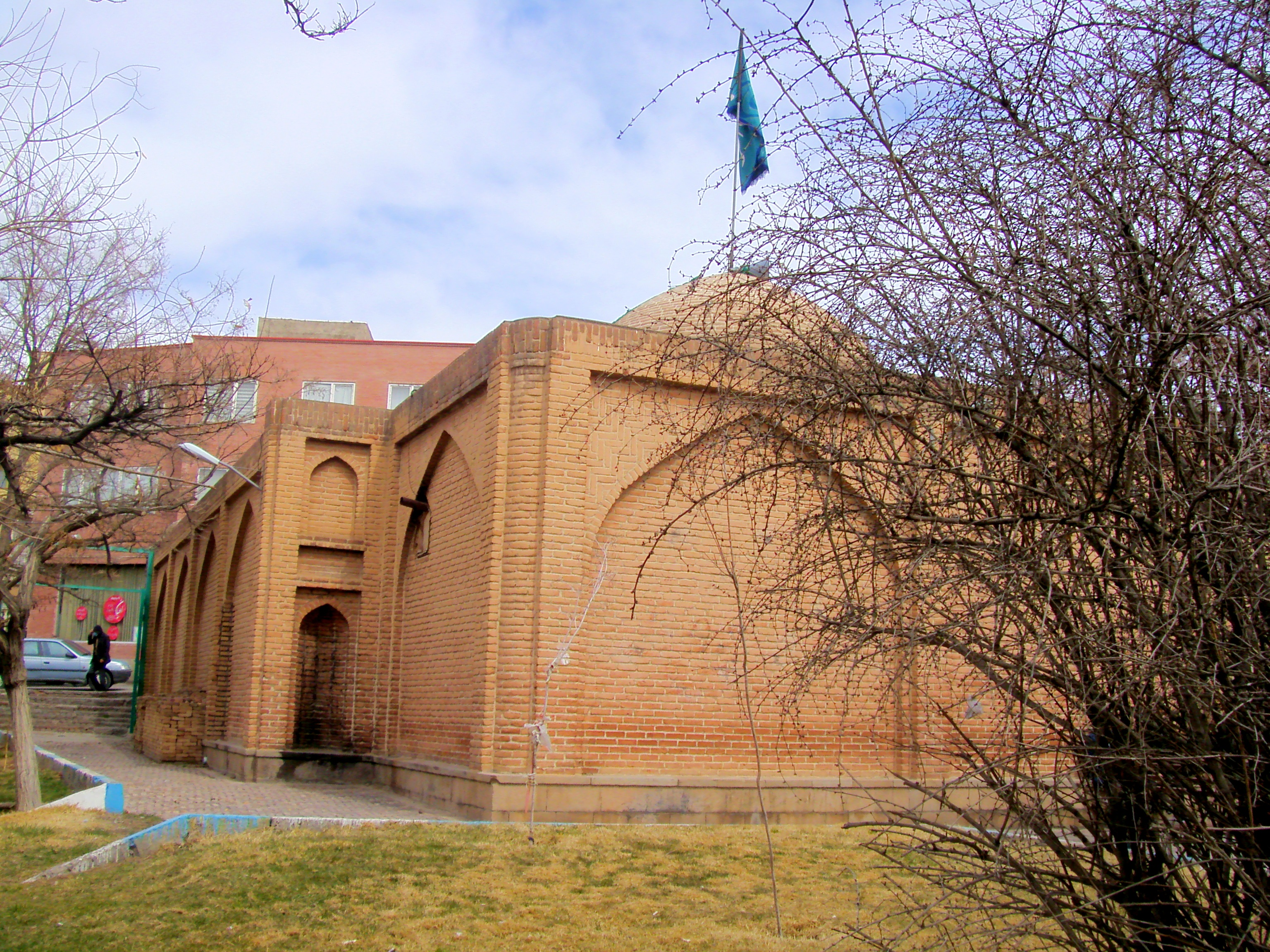
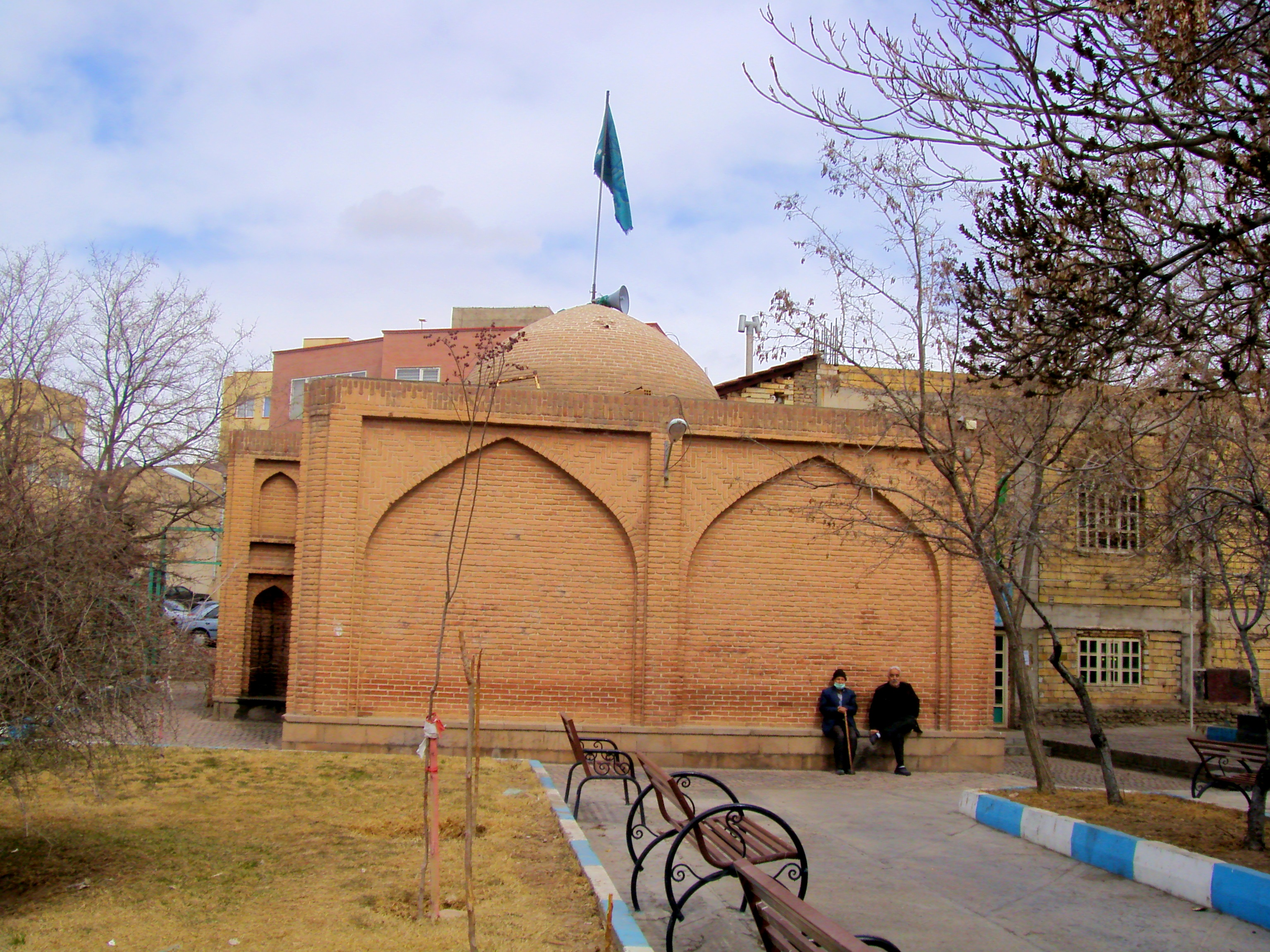
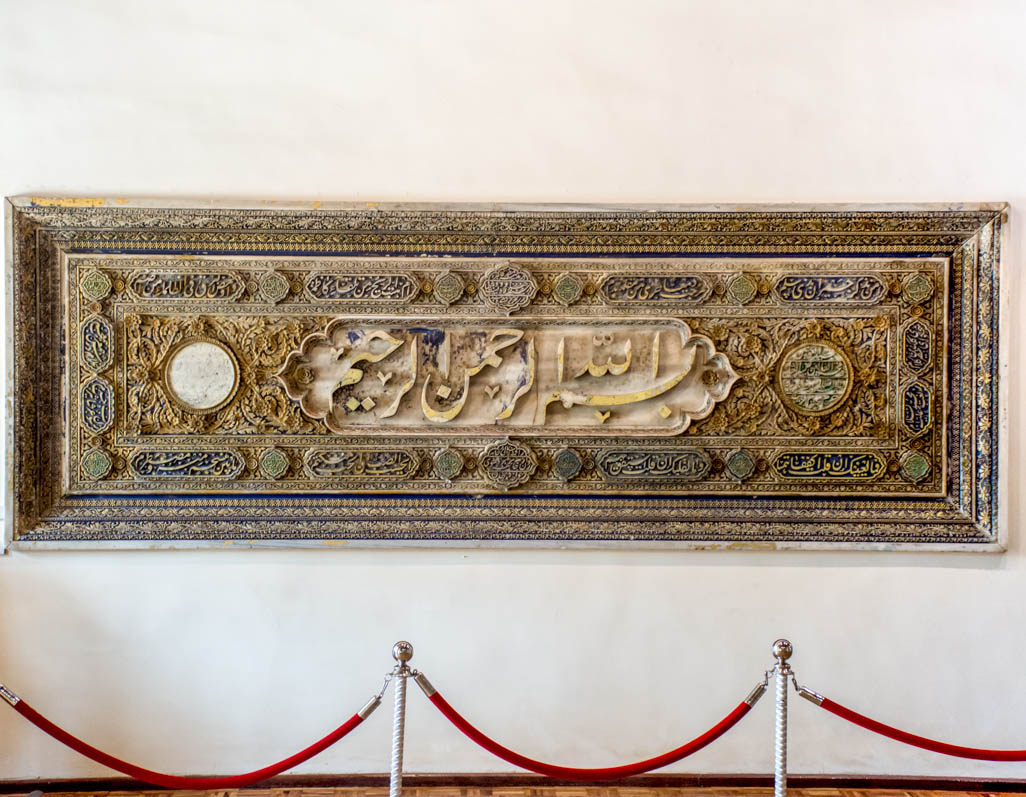
سنگ بسم‌الله امامزاده سید ابراهیم، که به موزه آذربایجان منتقل شده است.
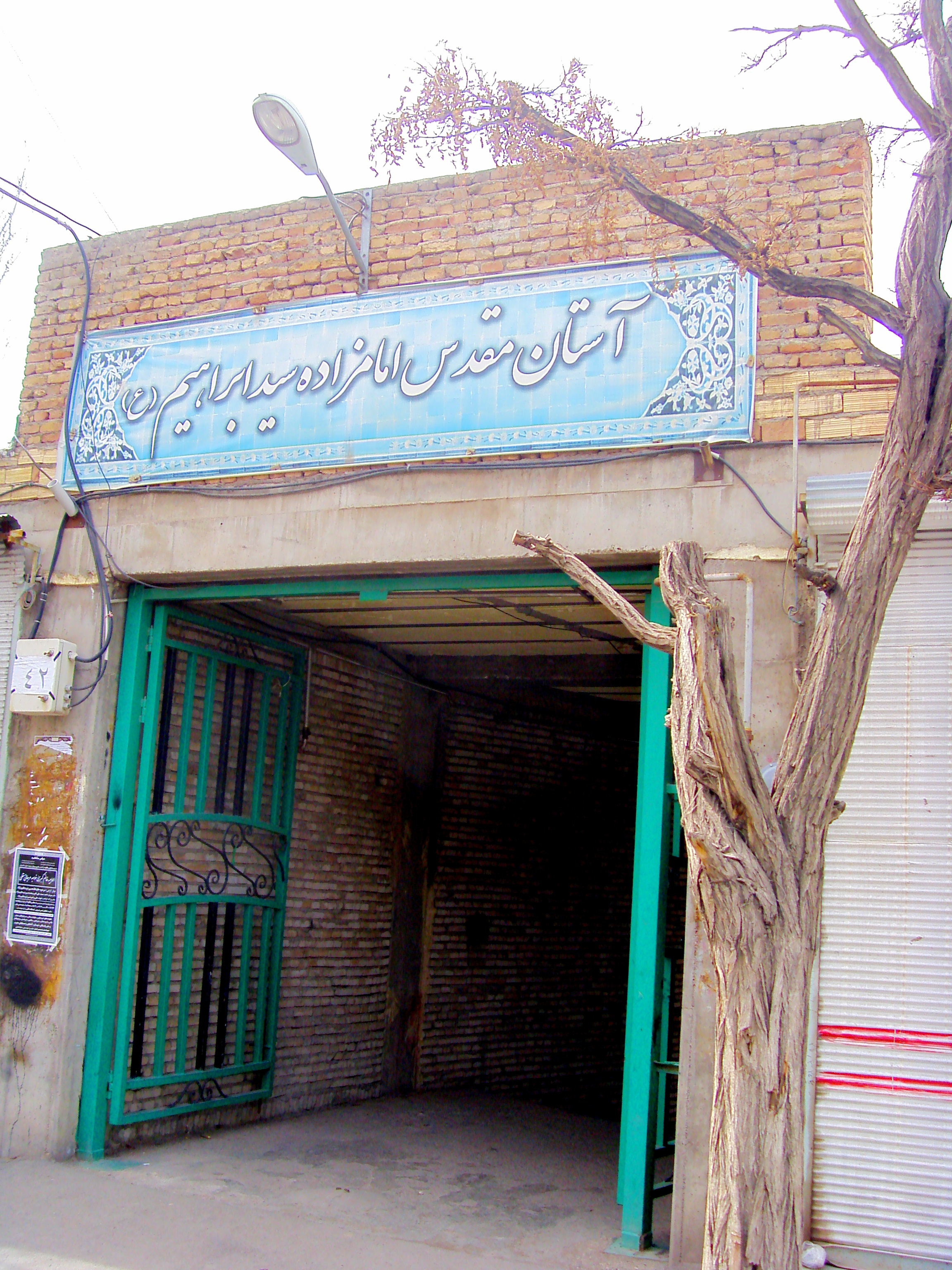
سردر ورودی